# Irish Masters 1979
Das Benson & Hedges Irish Masters 1979 war ein professionelles Snooker-Einladungsturnier im Rahmen der Saison 1978/79. Es wurde vom 1. bis zum 4. Februar 1979 im Goffs des irischen Dorfes Kill ausgetragen. Sieger wurde Vorjahresfinalist Doug Mountjoy, der in einem rein walisischen Finale Ray Reardon im Decider besiegte. Titelverteidiger John Spencer verlor im Halbfinale gegen Reardon, spielte aber in der Gruppenphase das mit 121 Punkten höchste Break des Turniers.

## Preisgeld
Im Gegensatz zum Vorjahr erhöhte sich das Preisgeld um 4.300 Pfund Sterling, wobei von den 6.000 £ ein Drittel auf den Sieger entfiel. Außerdem bekamen erstmals alle Teilnehmer ein Preisgeld.
|                | Preisgeld |
| -------------- | --------- |
| Sieger         | 2.000 £   |
| Finalist       | 1.200 £   |
| Halbfinalist   | 800 £     |
| Gruppendritter | 500 £     |
| Höchstes Break | 200 £     |
| Insgesamt      | 6.000 £   |

## Turnierverlauf
Im Vergleich zum Vorjahr wurde die Teilnehmerzahl von fünf auf sechs erhöht.

### Gruppenphase
Vor der K.o.-Runde wurde eine Gruppenphase gespielt. In zwei Dreiergruppen trat an den ersten beiden Turniertagen jeder Spieler doppelt gegen die beiden anderen an.

#### Gruppe 1
| Platz | Spieler        | G | U | V | Frames |
| ----- | -------------- | - | - | - | ------ |
| 1     | Ray Reardon    | 3 | 0 | 1 | 6:2    |
| 2     | Alex Higgins   | 1 | 2 | 1 | 4:4    |
| 3     | Cliff Thorburn | 0 | 2 | 2 | 2:6    |

| Spiel | Spieler 1    | Ergebnis | Spieler 2      |
| ----- | ------------ | -------- | -------------- |
| 1     | Ray Reardon  | 20:20    | Alex Higgins   |
| 2     | Ray Reardon  | 02:02    | Cliff Thorburn |
| 3     | Alex Higgins | 1:1      | Cliff Thorburn |
| 4     | Ray Reardon  | 02:02    | Alex Higgins   |
| 5     | Ray Reardon  | 02:02    | Cliff Thorburn |
| 6     | Alex Higgins | 1:1      | Cliff Thorburn |

#### Gruppe 2
| Platz | Spieler       | G | U | V | Frames |
| ----- | ------------- | - | - | - | ------ |
| 1     | Doug Mountjoy | 2 | 2 | 0 | 6:2    |
| 2     | John Spencer  | 1 | 2 | 1 | 4:4    |
| 3     | Patsy Fagan   | 0 | 2 | 2 | 2:6    |

| Spiel | Spieler 1     | Ergebnis | Spieler 2    |
| ----- | ------------- | -------- | ------------ |
| 1     | Doug Mountjoy | 02:02    | John Spencer |
| 2     | Doug Mountjoy | 02:02    | Patsy Fagan  |
| 3     | John Spencer  | 1:1      | Patsy Fagan  |
| 4     | Doug Mountjoy | 1:1      | John Spencer |
| 5     | Doug Mountjoy | 1:1      | Patsy Fagan  |
| 6     | John Spencer  | 02:02    | Patsy Fagan  |

### Halbfinale und Finale
Der Modus im Finale änderte sich auf Best of 11 Frames, der Halbfinalmodus blieb jedoch gleich. Die Halbfinals wurden am 3., das Finale am 4. Februar gespielt.

|  | Halbfinale Best of 5 Frames | Halbfinale Best of 5 Frames |               |             | Finale Best of 11 Frames | Finale Best of 11 Frames |
|  |                             |                             |               |             |                          |                          |
|  |                             |                             |               |             |                          |                          |
|  | Doug Mountjoy               | 3                           |               |             |                          |                          |
|  | Alex Higgins                | 1                           |               |             |                          |                          |
|  |                             |                             | Doug Mountjoy | 6           |                          |                          |
|  |                             |                             |               | Ray Reardon | 5                        |                          |
|  | Ray Reardon                 | 3                           |               |             |                          |                          |
|  | John Spencer                | 2                           |               |             |                          |                          |
|  |                             |                             |               |             |                          |                          |

### Finale
Der Favorit Ray Reardon ging mit deutlichen Ergebnissen mit 0:3 in Führung, ehe Doug Mountjoy mit teilweise relativ knappen Frames zum 3:3 ausglich. Reardon gewann die nächsten beiden Frames, doch Mountjoy rettete sich mit dem 5:5-Ausgleich in den Decider. Diesen gewann Mountjoy mit 53:34.
| Finale: Best of 11 Frames Goffs, Kill, Irland, 4. Februar 1979                   |                |             |
| Doug Mountjoy                                                                    | 6:5            | Ray Reardon |
| 37:77 (66), 28:86, 10:68, 106:5, 69:48, 70:53, 53:66, 43:65, 66:36, 82:38, 53:34 |                |             |
| –                                                                                | Höchstes Break | 66          |
| –                                                                                | Century-Breaks | –           |
| –                                                                                | 50+-Breaks     | 1           |